# Ensaios

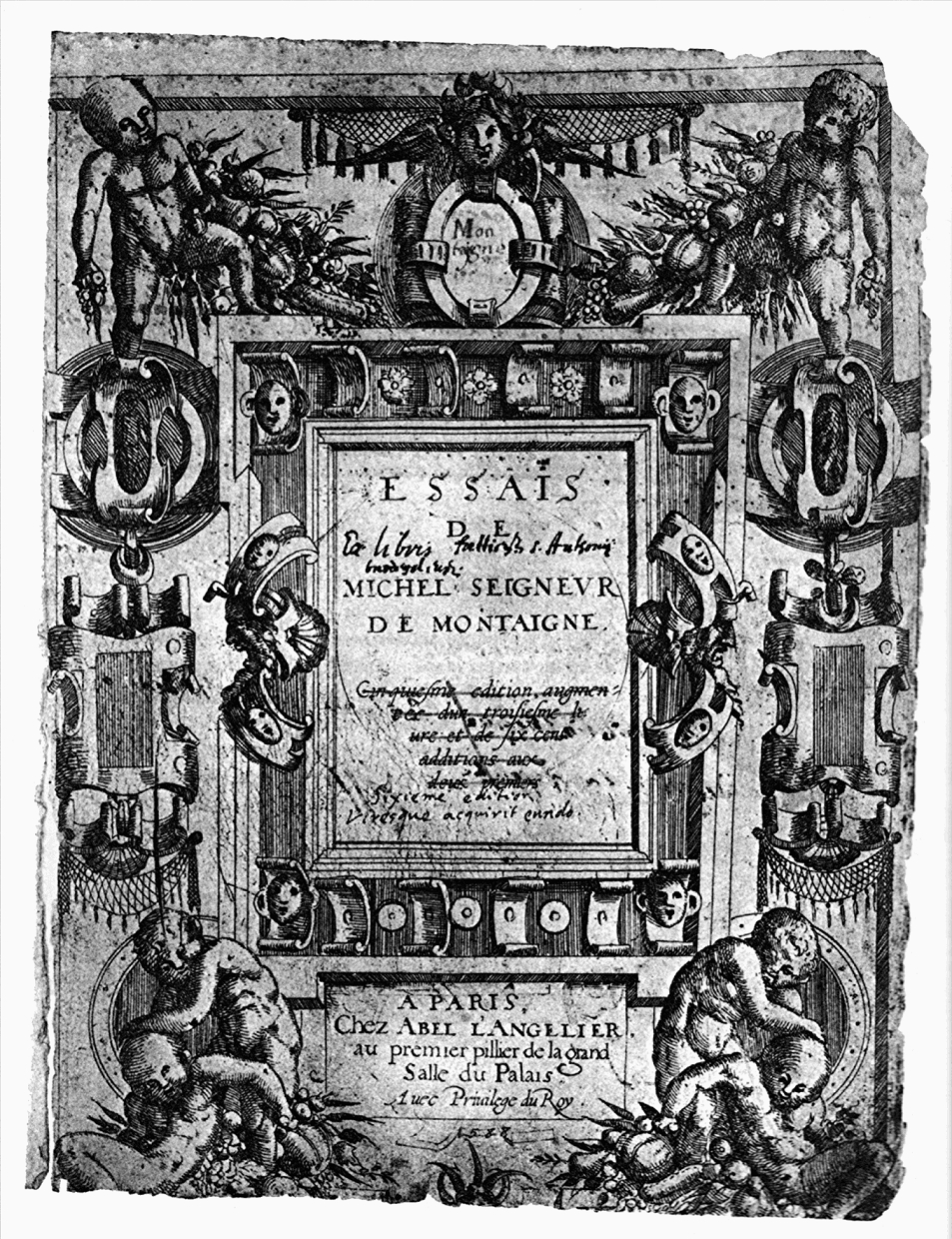
Folha de rosto do terceiro livro dos Ensaios. (1588)

Ensaios (Essais em francês) é uma coletânea de obras escritas pelo francês Michel de Montaigne (1533-1592), publicada pela primeira vez em 1580. Foi pioneira no gênero literário ensaio. 
Montaigne não tinha a intenção de inaugurar um gênero literário e nem o objetivo direto de escrever uma série de três livros, não fazia ideia de que a princípio a estrutura de sua obra seria um fator de grande interesse ao leitor, e não exatamente o seu conteúdo - que consiste em relatos de experiências de sua vida. No geral, diversos assuntos são expostos, sem ordem aparente: medicina, livros, assuntos domésticos, doença, morte, dor, sabedoria, solidão filosófica, etc. 
Para muitos, Montaigne teria começado a escrever Os Ensaios, como um pretenso estoico, o francês estava endurecido após tantas guerras e perdas, para ele a filosofia não era apenas fazer livros e artigos, mas sim um “modo de vida”. Por isso, uma das principais características da obra são os seus feitos diários - coisas do dia-a-dia - e por conta deste aspecto, autores modernos apelidaram os Ensaios como uma “auto escrita”: “um exercício ético para “fortalecer e esclarecer” o próprio julgamento do autor, tanto quanto o de nós leitores”. É certo dizer que podemos conhecer Michel de Montaigne através de sua obra.
O pensador não era sistemático, ou seja, algumas de suas intenções não coincidiam, levando em consideração que tinha como contexto histórico a França do século XVI, onde ocorria a Reforma Protestante, a Revolução Científica e a Descoberta do Novo Mundo. Os filósofos e os cientistas de tal época, acrescentaram um requisito intelectual: a virtude da "dissimulação honesta", que era nada mais que a "ocultação" de verdadeiras intenções e sentimentos, o que foi necessário em um período onde qualquer "novidade" corria o risco de tornar-se uma ameaça para a ordem natural e para a vida civil.
Os Ensaios vão da dissimulação ao relativismo – os pontos de vista não têm uma verdade absoluta – a fim de recriar uma natureza que precisa ser reescrita, desmanchando um enredo criado pela cultura europeia. Neste sentido, quando se trata das formas de se interpretar o Novo Mundo, Montaigne num primeiro momento destrói progressivamente a imposição de interpretações já estabelecidas proporcionando aos leitores uma compreensão diferente.

## Conteúdo da obra
Os Ensaios de Montaigne marcam um percurso importante no estudo do conhecimento humano. O conjunto de pensadores anteriores que os influenciaram diz muito sobre a trajetória da filosofia e a sua incrível capacidade de modificar o mundo a partir de questões inquietantes, como as que moveram Montaigne, por longos vinte anos, na composição dos ensaios.
Isso desde a filosofia estoica de Sêneca (04 a.C. - 65), que demonstrou grande influência na clássica obra montaigniana, com o resgate e compilação da filosofia antiga, imputando ao ensaísta o gênero leçons; passando também pela sabedoria e abordagem da moral de Plutarco (46 d.C. - 120 d.C.); até chegar à leitura de Sexto Empírico (200 d.C.), com o qual, de fato, deu-se o ensaio como gênero literário. Além desses, viria o encontro com a filosofia epicurista, que conferiu aos ensaios um tom de pessoalidade, ou seja, foi a partir do entrelaço com o ceticismo que Montaigne passou a revestir sua obra do próprio juízo.
Sendo assim, ao pensar sobre as coisas do mundo a partir de um ponto de vista pessoal - isto é, ao tomar a ação do seu pensamento como uma ação da própria compreensão- , imerso na humanidade em constante movimento e transformação, os ensaios monteignianos incorporam, para além de um novo modelo literário, um enredo de assuntos dos mais variados, a contar dos mais mundanos, no cotidiano de um nobre aos mais complexos e intensos discursos.
Um dos discursos mais complexos é sobre o juízo da morte. Este foi um assunto muito discutido pelo filósofo, não só, mas especialmente no seguinte ensaio: Que apenas após a morte se deve julgar sobre nossa felicidade. Nele, inicialmente, Montaigne narra o episódio da execução do Rei Creso (596 a.C. - 546 a.C.); este, que mesmo sendo um rei de grandes fortunas, teve sua felicidade à vida testada no último momento antes da morte.

Outros discursos tratam das experiências de guerra e Da solidão. Sobre este último, encontra-se um fragmento da obra Odes, de Horácio (65 a.C. - 8.a.C.): “Por que ir em busca de terras aquecidas por um outro sol? Quem, ao sair da pátria, foge também de si mesmo?”. A partir dela, Montaigne argumenta que apenas procurar refúgio fora da multidão não bastaria, seria necessário “sequestrar-se e recuperar a si mesmo”. O ensaísta francês também discute A virtude, na qual aborda a intermitente fraqueza do humano perante à segurança divina e a inconstância da vida que dificultaria uma rigidez ao assegurar em ideias de virtude. Isso significa dizer que mesmo os bons filósofos, que formulam e seguem as suas doutrinas mais virtuosas, são pegos pelas “idas e vindas” da vida humana.

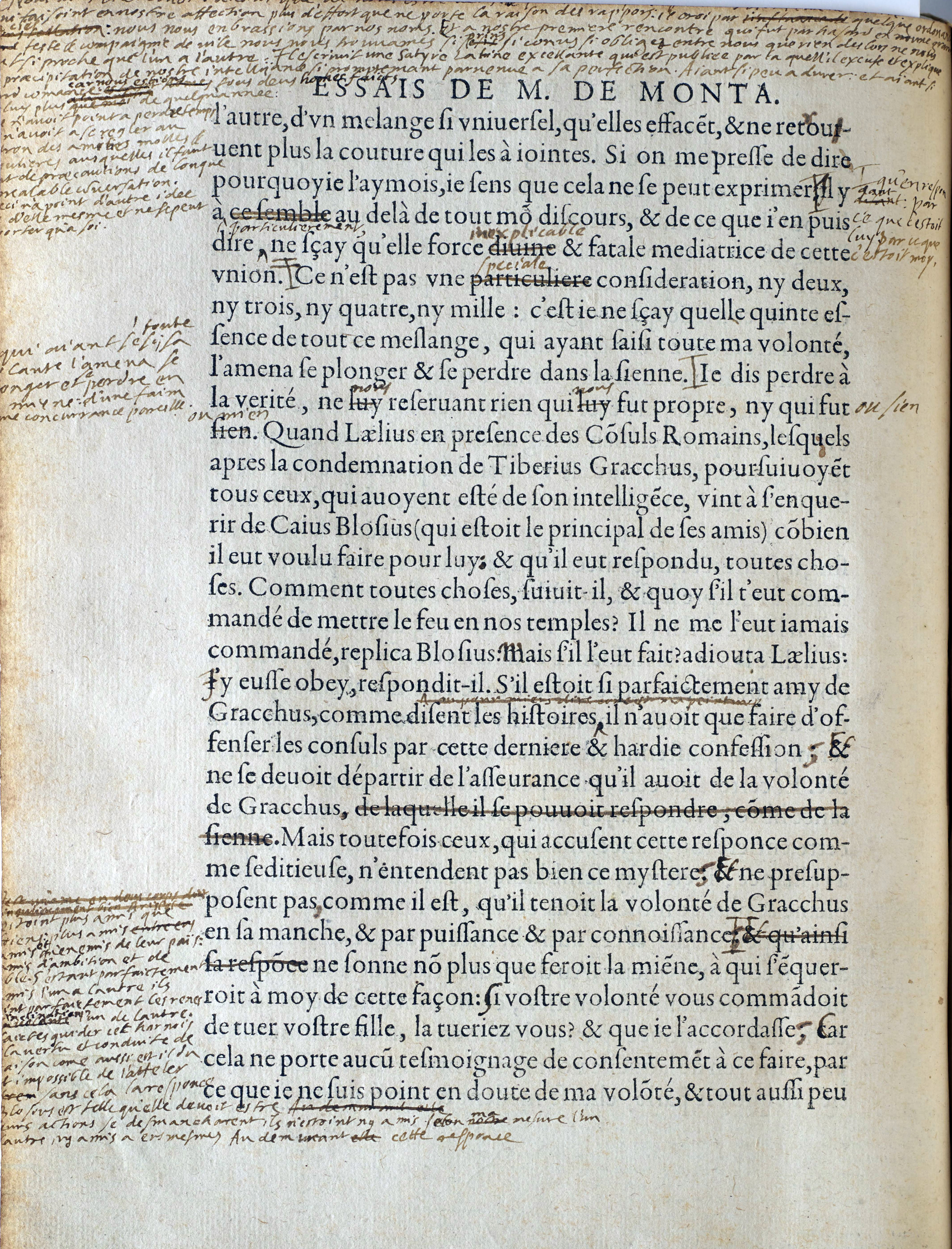
Uma página da Cópia de Bordeaux. Anotações do Ensaio de número 28 (Da amizade).

## Primeiras edições
A primeira edição dos ensaios foi publicada em 1580, na cidade de Bordeaux, composta pelos livros I e II. Dos Canibais, considerado um dos ensaios mais importantes de Montaigne, faz parte desta publicação, este foi oferecido a Henrique III.
Após a segunda edição de 1582 e a terceira de 1587, em Paris no ano de 1588 é publicada a quinta edição dos Ensaios, sendo composta por três livros. Curiosamente, não há registros da publicação da quarta edição dos ensaios. Um exemplar impresso da quinta edição contendo correções e alterações de Montaigne é conhecida como a Cópia de Bordeaux, localizada hoje na Biblioteca Municipal de Bordeaux. Com esta e as várias anotações deixadas por Montaigne, em 1595 é publicada por Marie de Gournay, filha adotiva do autor, a primeira edição póstuma, onde ela acrescentou citações, notas e um longo prefácio, esta edição serviu como base para várias publicações dos ensaios ao longo dos séculos.

## Edições em português
MONTAIGNE, Michel de. Ensaios:
- Tradução por Sérgio Milliet. Globo, Rio de Janeiro. 1961. Edição baseada no texto original estabelecido por Albert Thibaudet para a "Bibliothèque de La Pléiade" em confronto com o texto anotado pelo General Michaud (Edições Firmin Didot, Paris, 1907). Precedido de "Montaigne - o homem e a obra", de Pierre Moreau.[15][16]

- Coleção Os Pensadores. Tradução por Sérgio Milliet. Abril Cultural/Nova Cultural, São Paulo. Publicações em 1972, 1980, 1984, 1999 e 2004.
- Tradução por Rosemary Costhek Abílio. Martins Fontes, 2000. Em três volumes. Edição baseada na publicação de Pierre Villey.[16]
- Tradução por Sérgio Milliet. Editora 34, São Paulo. 2016.[16]

## Influência da obra
A obra de Montaigne foi muito admirada e lida em sua época, sendo elogiados por muitos dos seus contemporâneos, mas não se limitando apenas na origem autor. Nomes famosos sofreram influências vinda dos Ensaios.  Francis Bacon, Voltaire e Friedrich Nietzsche são alguns desses grandes nomes que admiravam Montaigne e sua obra.
Pierre Charron vai se destacar na difusão do ceticismo e pensamento de Montaigne, sendo apontado como um importante discípulo. Sua obra De la Sagesse (1601) rende uma acusação de plágio, apontando-o como reprodutor dos pensamentos de seu mentor. Charron torna as ideias contidas nos Ensaios mais acessíveis ao público, estabelecendo uma ligação entre o ceticismo de Montaigne e as controvérsias religiosas de sua época.
Perto do fim de sua vida, William Shakespeare escreve sua peça teatral A Tempestade. Influenciada pelo ensaio Dos Canibais. O dramaturgo lê a obra de Montaigne em inglês na tradução de John Florio. Essa tradução foi publicada em 1603. Shakespeare assimila a visão dos selvagens em seu estado de natureza, que Montaigne descreve, e coloca em seu personagem Gonzalo que pensa o que faria se estivesse encarregado de colonizar uma ilha na qual ele e outros naufragam.
Blaise Pascal escreve sua obra Pensées. Para defender o cristianismo e "provar" sua verdade, Pascal utiliza argumentos do orgulho estoico ou dogmático e os argumentos do ceticismo contido na obra de Montaigne para destruir a confiança do homem em suas possibilidades humanas.

## Dos canibais

Canibalismo no Brasil descrito por Hans Staden e gravurado por Theodor de Bry. Senso comum rompido por Dos canibais de Montaigne.

Montaigne escreveu este ensaio após 1579, com base nos testemunhos orais de um viajante que viveu dez ou doze anos nas terras nomeadas de França Antártica por Villegagnon, que tinha acabado de fazer uma expedição no Brasil. Acredita-se que o ensaio foi. Dos Canibais tem grande relevância no Brasil, pois trata-se da história dos povos nativos que aqui viviam. 
O ensaio começa com Montaigne dizendo que a descoberta desse país, que parecia ser infinito, havia sido uma descoberta considerável. Porém, ele acreditava que no futuro novos lugares poderiam ser descobertos, e temia que a curiosidade de descobrir novos lugares fosse maior que a capacidade de lidar com novos territórios. 
Em seguida é descrito como era o viajante que deu o testemunho, um homem simples e grosseiro, e que por tais características seria incapaz de inventar alegações falsas. Em relação ao Brasil, Montaigne diz que não havia nada de bárbaro e selvagem nessa nação, baseado-se nos relatos que já tinha ouvido, ressalta que para os colonizadores não existiam outros padrões de verdade e razões que não fossem como as de seus países de origem. Para Montaigne a nação só era bárbara em relação a ter pouco do espírito humano formado e por ser muito próximo de sua naturalidade original. A pureza dos nativos causava desgosto em Montaigne, pois ele queria tê-los conhecido antes, segundo o autor outros homens como Platão e Licurgo poderiam ter julgado melhor do que ele a descoberta do Novo Mundo. Montaigne também diz que se tivesse oportunidade diria a Platão que os nativos do Brasil/França Antártica não tinham o conhecimento das letras, dos números, nenhum nome para os magistrados, nenhuma vestimenta, nenhum metal, que eles eram “viri a diis recentes”. Mas que sobretudo, a terra era agradável, bem temperada, onde era raro ver um homem doente, havia muitos peixes, diferentes das consumidas em sua terra natal, o único modo de comê-las era cozinhando, as casas foram descritas como grandes construções que podiam abrigar muitas pessoas, os indígenas tinham o costume de se levantar com o sol e a dança ocupava papel importante em sua cultura. Em relação às crenças, Montaigne diz que eles acreditavam que as almas eram eternas, as boas se encontravam no céu, onde o sol nasce, e as más no lado do ocidente.
Neste ensaio também é descrito como eram as guerras, os nativos iam totalmente nus, com arcos ou espadas de madeira, guerreavam com nações que viviam além das montanhas, só terminavam com a morte ou efusão de sangue, não havia medo ou fugas entre eles, o modo de combate utilizado era muito admirável para Montaigne. O vencedor levava como troféu a cabeça do inimigo morto e a pregava na entrada do alojamento. Os inimigos sobreviventes viravam prisioneiros, e a única fiança que o vencedor exigia era a confissão e o reconhecimento de terem perdido, mas os prisioneiros preferiam morrer a terem que se humilhar, nesse intervalo eles eram entretidos com ameaças de sua morte futura e das torturas que iam sofrer, depois de feitos os preparativos que eram produzidos para esse fim acontecia o esquartejamento dos membros do prisioneiro e com as partes do corpo era feito um festim.
Montaigne afirmava que o esquartejamento dos prisioneiros não era feito para alimentação, não se tratava de um grupo/tribo de canibais, esses rituais eram uma forma de manifestar extrema vingança.
Geralmente, os homens tinham várias mulheres, as quais não tinham ciúme umas das outras, pelo contrário, elas se juntavam para conseguir mais amantes aos maridos, é feita uma comparação com a história bíblica de Jacó, onde suas mulheres Lia, Raquel, Sara, e as outras ofereciam as servas mais belas a seus maridos.
O ensaio termina com a apresentação de um relato, onde foi questionado aos indígenas o que eles achavam mais admirável no contato com os brancos, três coisas foram respondidas: A primeira, eles achavam estranho que os grandes homens bárbaros, respeitassem uma criança como comandante, e não escolhessem entre eles alguém para comandar. A segunda, estranhavam que alguns homens viviam satisfeitos e gozavam de comodidades, enquanto outros viviam pobres e famintos, e até mendigavam aos índios, ao invés de se vingarem devido tamanha injustiça; quanto a terceira resposta, ela foi perdida.
Neste sentido, Montaigne, ao comparar os hábitos indígenas aos europeus, procura mostrar que não há superioridade de um determinado costume em relação a outros, mas que, todos podem parecer estranhos a partir de diferentes perspectivas. O ceticismo de Montaigne convida o leitor a se despir de seus preconceitos, abrindo caminho para a aceitação do novo quando relativiza a barbárie dos selvagens às atrocidades cometidas pelos europeus. Dessa forma, ao contrapor essas culturas, Montaigne deixa um grande legado para o que será mais tarde na sociologia, o relativismo cultural.
Além de estar presente em todas as edições do livros I, citadas nesta página, este ensaio ficou famoso a ponto de ganhar uma edição especial, com autoria de Plínio Junqueira Smith, e traduzido em português por Luiz Antonio Alves Eva, onde foi publicado em São Paulo pela editora Alameda em 2009.

## Os ensaios
1. Por meios diversos chega-se ao mesmo fim;
2. Da tristeza;
3. Nossas afeições deixam-se levar para além de nós;
4. Como a alma descarrega suas paixões sobre objetos falsos, quando os verdadeiros lhe faltam;
5. Se o chefe de uma praça sitiada deve sair para parlamentar;
6. A perigosa hora das conversações;
7. Que a intenção julga nossas ações;
8. Da ociosidade;
9. Dos mentirosos;
10. Da palavra pronta ou lenta;
11. Dos prognósticos;
12. Da constância;
13. Cerimônia do encontro dos reis;
14. Que os gostos dos bens e dos males depende em boa parte da opinião que temos deles;
15. É punido quem desarrazoadamente se obstina em defender uma praça;
16. Da punição da covardia;
17. Uma característica de alguns embaixadores;
18. Do medo;
19. Que apenas após a morte se deve julgar sobre a nossa felicidade;
20. Que filosofar é aprender a morrer;
21. Da força da imaginação;
22. O lucro de um é prejuízo de outro;
23. Do costume – e de não mudar facilmente uma lei aceita;
24. Diversas decorrências da mesma atitude;
25. Do pedantismo;
26. Da educação das crianças;
27. É loucura condicionar ao nosso discernimento o verdadeiro e falso;
28. Da amizade;
29. Vinte e nove sonetos de Étinenne de la Boétie;
30. Da moderação;
31. Dos canibais;
32. Que é preciso sobriedade no aventurar-se a julgar as decisões divinas;
33. Sobre fugir das voluptuosidades mesmo à custa da vida;
34. Amiúde a fortuna caminha de passo com a razão;
35. De uma lacuna em nossas instituições públicas;
36. Do hábito de vestir-se;
37. Do jovem Catão;
38. Como choramos e rimos por uma mesma coisa;
39. Da solidão;
40. Da consideração sobre Cícero;
41. De não transmitir sua glória;
42. Da desigualdade que existe entre nós;
43. Das leis santuárias;
44. De dormir;
45. Da batalha de Dreux;
46. Dos nomes;
47. Da incerteza do nosso julgamento;
48. Dos corcéis;
49. Dos costumes antigos;
50. De Demócrito a Heráclito;
51. Da vanidade das palavras;
52. Da parcimônia dos antigos;
53. De uma sentença de César;
54. Das sutilezas vãs;
55. Dos cheiros;
56. Das orações;
57. Da idade.
58. Da inconstância de nossas ações;
59. Da embriaguez;
60. Costume da ilha de Céos;
61. Para amanhã os negócios;
62. Da consciência;
63. Do exercício;
64. Das recompensas honoríficas;
65. Da afeição dos pais pelos filhos;
66. Das armas dos partas;
67. Dos livros;
68. Da crueldade;
69. Apologia de Raymond Sebond;
70. De julgar a morte de outrem;
71. Como nosso espírito se enreda em si mesmo;
72. Que nosso desejo aumenta com a dificuldade.
73. Da glória;
74. Da presunção;
75. Do desmentir;
76. Da liberdade de consciência;
77. Não apreciamos o que é puro;
78. Contra a indolência;
79. Dos Correios;
80. Meios maus utilizados para fins bons;
81. Da grandeza romana;
82. De não se fingir doente;
83. Dos polegares;
84. Covardia, mãe da crueldade;
85. Todas as coisas têm sua época;
86. Da virtude;
87. De uma criança monstruosa;
88. Da cólera;
89. Defesa de Sôneca e de Plutarco;
90. A história de Espurina;
91. Observações sobre os meios de guerrear de Julio César;
92. De três boas mulheres;
93. Dos homens mais excelentes;
94. Da semelhança dos filhos com os pais.
95. Do útil e do honesto;
96. Do arrependimento;
97. De três relacionamentos;
98. Da diversão;
99. Sobre versos de Virgílio;
100. Dos coches;
101. Da incomodidade da grandeza;
102. Da arte da conversação;
103. Da vanidade;
104. De poupar a vontade;
105. Dos coxos;
106. Da fisionomia;
107. Da experiência.

Edição: MONTAIGNE, Michel de (2002). Os Ensaios livros I, II e III. São Paulo: Martins Fontes. 